# Eat at Whitey’s
Eat at Whitey’s ist das dritte Studioalbum des US-amerikanischen Rappers und Sängers Everlast. Es wurde am 17. Oktober 2000 über Tommy Boy Entertainment und Warner Bros. veröffentlicht. Black Jesus, I Can’t Move und Deadly Assassins kamen als Singleauskopplungen auf den Markt, wobei Black Jesus am erfolgreichsten war.

## Entstehung
Mit den Streicherarrangements beabsichtigte Everlast, Emotionalität hinzuzufügen. Der Albumname nimmt Bezug auf in den 1950er Jahren entstandene Spielfilme oder auch die Bugs-Bunny-Cartoons, wo oft Reklameschilder der Marke „Eat at Joe’s“ zu entdecken sind. Seine Titelidee sorgte im Bekanntenkreis für Erheiterung, zumal er für den „Allerwelts-Joe“ den schon im Titel des ersten Albums vorkommenden „Whitey“ einsetzte.

## Cover
Everlast hat ein weißes, in der Mitte beschmutztes T-Shirt und eine schwarze Kappe an, in der linken Hand hält er einen Kellner-Zettel. Er befindet sich abends in einer Raststätte, im Hintergrund sind Gäste zu sehen, die essen und miteinander reden. Auf einem der Fenster steht auf einem blau-rot beleuchteten Neonschild „eat at WHITEY’S“. Das Bild soll aller Ansicht nach den Eindruck vermitteln, dass Everlast Kellner in dieser Raststätte ist.

## Titelliste
| #   | Titel                                    | Länge |
| --- | ---------------------------------------- | ----- |
| 1.  | Whitey                                   | 1:35  |
| 2.  | Black Jesus                              | 4:40  |
| 3.  | I Can’t Move                             | 3:25  |
| 4.  | Black Coffee (feat. Merry Clayton)       | 2:56  |
| 5.  | Babylon Feeling (feat. Carlos Santana)   | 5:11  |
| 6.  | Deadly Assassins (feat. B-Real)          | 0:15  |
| 7.  | Children’s Story (feat. Rahzel)          | 3:20  |
| 8.  | Love for Real (feat. N’Dea Davenport)    | 4:21  |
| 9.  | One and the Same (feat. N’Dea Davenport) | 5:02  |
| 10. | We’re All Gonna Die (feat. CeeLo Green)  | 2:20  |
| 11. | Mercy on My Soul (feat. Warren Haynes)   | 3:24  |
| 12. | One, Two (feat. Kurupt)                  | 3:27  |
| 13. | Graves to Dig                            | 3:23  |

Bonus-Lied:
| #   | Titel                                     | Länge |
| --- | ----------------------------------------- | ----- |
| 14. | Put Your Lights On (feat. Carlos Santana) | 4:44  |

## Charts

### Album
| Jahr | Titel           | Höchstplatzierung, Gesamtwochen, AuszeichnungChartplatzierungen (Jahr, Titel, Platzierungen, Wochen, Auszeichnungen, Anmerkungen) | Höchstplatzierung, Gesamtwochen, AuszeichnungChartplatzierungen (Jahr, Titel, Platzierungen, Wochen, Auszeichnungen, Anmerkungen) | Höchstplatzierung, Gesamtwochen, AuszeichnungChartplatzierungen (Jahr, Titel, Platzierungen, Wochen, Auszeichnungen, Anmerkungen) | Höchstplatzierung, Gesamtwochen, AuszeichnungChartplatzierungen (Jahr, Titel, Platzierungen, Wochen, Auszeichnungen, Anmerkungen) | Höchstplatzierung, Gesamtwochen, AuszeichnungChartplatzierungen (Jahr, Titel, Platzierungen, Wochen, Auszeichnungen, Anmerkungen) | Anmerkungen                            |
| Jahr | Titel           | DE | AT | CH | UK | US | Anmerkungen                            |
| ---- | --------------- | --- | --- | --- | --- | --- | -------------------------------------- |
| 2000 | Eat at Whitey’s | DE11 (18 Wo.)DE | AT55 (2 Wo.)AT | CH25 (11 Wo.)CH | — | US20 (22 Wo.)US | Erstveröffentlichung: 17. Oktober 2000 |

### Singleauskopplungen
| Jahr | Titel Album  | Höchstplatzierung, Gesamtwochen, AuszeichnungChartplatzierungen (Jahr, Titel, Album, Platzierungen, Wochen, Auszeichnungen, Anmerkungen) | Höchstplatzierung, Gesamtwochen, AuszeichnungChartplatzierungen (Jahr, Titel, Album, Platzierungen, Wochen, Auszeichnungen, Anmerkungen) | Höchstplatzierung, Gesamtwochen, AuszeichnungChartplatzierungen (Jahr, Titel, Album, Platzierungen, Wochen, Auszeichnungen, Anmerkungen) | Höchstplatzierung, Gesamtwochen, AuszeichnungChartplatzierungen (Jahr, Titel, Album, Platzierungen, Wochen, Auszeichnungen, Anmerkungen) | Höchstplatzierung, Gesamtwochen, AuszeichnungChartplatzierungen (Jahr, Titel, Album, Platzierungen, Wochen, Auszeichnungen, Anmerkungen) | Anmerkungen |
| Jahr | Titel Album  | DE | AT | CH | UK | US | Anmerkungen |
| ---- | ------------ | --- | --- | --- | --- | --- | ----------- |
| 2000 | Black Jesus  | — | — | CH86 (1 Wo.)CH | UK37 (2 Wo.)UK | — |             |
| 2001 | I Can’t Move | DE99 (1 Wo.)DE | — | — | — | — |             |

## Kritik
| Professionelle Bewertungen | Professionelle Bewertungen |
| -------------------------- | -------------------------- |
| Kritiken                   |                            |
| Quelle                     | Bewertung                  |
| laut.de                    | [ 3 ]                      |
| Allmusic                   | [ 4 ]                      |
| Musikexpress               | [ 5 ]                      |
| Rock Hard                  | 9/10                       |
| Rolling Stone              | [ 7 ]                      |
| HOT PRESS                  | 9/12                       |

Michael Edele von laut.de schrieb, dass Everlast ein Album gemacht habe, bei dem er „die besten Zutaten des Vorgängers“ übernommen, überarbeitet und „verfeinert“ habe. Eine „potentielle Hitsingle“ reihe sich an die andere. Er lobte auch Everlasts Lyrics, die nachdenklich seien und nicht die üblichen Themen „Titten“, „große Autos“ und das „böse Musikbiz“ beinhalten würden. Everlast habe mit Eat at Whitey’s genau das abgeliefert, was man von ihm erwartet habe.
Auch Erlewine von Allmusic fand, dass Everlast das bereits bei Whitey Ford Sings the Blues gute Konzept ausgebaut und neue Elemente mit eingebaut habe. Das Problem sei dabei nur, dass die neuen Elemente im Duett mit Carlos Santana und Warren Haynes nicht besonders gut funktionieren würden. Seine Lyrics bezeichnete er als „eindrucksvoll, eingängig und schmeichelnd“.
Der Rezensent des Musikexpress meinte, das Album sei „gereifter und einfallsreicher“ als sein Vorgänger. Indem Everlast mit den verschiedenen Ingredienzien „lässig jongliere“, erreiche er „intensive Spannungen“.
Marcus Schleutermann zeigte sich im Rock Hard erleichtert darüber, dass Everlast „[n]ach der entbehrlichen EP Today und schwachen Konzerten“ doch keine „Eintagsfliege“ sei. Der atmosphärische Mix aus Rock, Blues, Hip-Hop und Soul erhalte zusätzlichen Reiz durch die verschiedenartigen Techniken seiner zahlreichen Gastmusiker.
Auch wenn das Album tendenziell wohlwollende Kritiken erhielt, gab es auch negative Kritiken. Zack Salsberg vom faze magazine schrieb, er würde das Album „hassen“. Nicht mal in einem einzigen Lied würde Salsberg eine „künstlerische Weiterentwicklung“ erkennen können, seine Lyrics seien dementsprechend schwach, seine Versuche, poetisch zu klingen, würden scheitern. Auch namhafte Gäste wie B-Real, N'Dea Davenport, Rahzel und Warren Haynes würden Eat at Whitey’s nicht retten können.